# Strmac Pribićki
Strmac Pribićki is een plaats in de gemeente Krašić in de Kroatische provincie Zagreb. De plaats telt 132 inwoners (2001).